# Peter Michael Hamel
Peter Michael Hamel (Monaco di Baviera, 1947) è un compositore tedesco.
Compositore minimalista, alla fine degli anni 1970 aderì alla New Simplicity. Dal 2016 è direttore della Divisione musica dell'Accademia d'arte di Baviera di Monaco di Baviera.

## Discografia
- Aura (1972)
- Hamel (1972)
- The Voice of Silence (1972)
- Buddhist Meditation East-West (1975)
- Nada (1977)
- Colours of Time (1980)
- Bardo (1981)
- Transition (1983)
- Organum (1986)
- Let It Play: Selected Pieces 1979-1983 (1987)
- Arrow of Time/The Cycle of Time (1991)
- Violinkonzert Diaphainon Gralbilder (1993)
- De Visione Dei (2001)
- Hamel: String Quartet No. 3, String Quartet No. 4, String Trio (2007)